# Lirica a Trieste 1811-1820
Cronistoria delle rappresentazioni liriche a Trieste:
Periodo rappr.:

P = primavera

E = estate

A = autunno

I = inverno

CAR = carnevale-quaresima

| Opera                               | Compositore               | Periodo rappr. | Prima rappr. | Num. repliche |
| 1811                                |                           |                |              |               |
| Amor soldato                        | Luigi Antonio Calegari    | CAR            |              |               |
|                                     |                           |                |              |               |
| 1812                                |                           |                |              |               |
| Amor finto, amor vero e amor deluso | Pietro Carlo Guglielmi    | CAR            |              |               |
| Agnese                              | Ferdinando Paër           | CAR            |              |               |
|                                     |                           |                |              |               |
| 1813                                |                           |                |              |               |
| I seicentomila franchi              | Giuseppe Farinelli        | A              |              |               |
| Amor deluso                         | Joseph Weigl              | A              |              |               |
| Corradino cuor di ferro             | Stefano Pavesi            | A              |              |               |
| Il feudatario                       | Vincenzo Pucitta          | A              |              |               |
| Il portantino                       | Ferdinando Paini          | A              |              |               |
| L'italiana in Algeri                | Gioachino Rossini         | CAR            |              |               |
| Con l'amore non si scherza          | Giuseppe Mosca            | CAR            |              |               |
| Ser Mercantonio                     | Stefano Pavesi            | CAR            | 26.12        | 9             |
|                                     |                           |                |              |               |
| 1814                                |                           |                |              |               |
| Teresa e Claudio                    | Giuseppe Farinelli        | A              |              |               |
| La donna                            | Luigi Caruso              | A              |              |               |
| Don Papirio                         | Pietro Carlo Guglielmi    | A              |              |               |
| I pretendenti delusi                | Giuseppe Mosca            | CAR            |              |               |
| Le lagrime di una vedova            | Pietro Generali           | CAR            |              |               |
| Matilde                             | Carlo Coccia              | CAR            |              |               |
| Il matrimonio segreto               | Domenico Cimarosa         | CAR            |              |               |
| La serva padrona                    | Giovan Battista Pergolesi | CAR            |              |               |
|                                     |                           |                |              |               |
| 1815                                |                           |                |              |               |
| Il matrimonio per concorso          | Giuseppe Farinelli        | P              |              |               |
| Amor marinaro                       | Joseph Weigl              | P              |              |               |
| I due gobbi                         | Marco Portogallo          | P              |              |               |
| Il servo padrone                    | Pietro Generali           | CAR            |              |               |
| Arrighetto                          | Carlo Coccia              | CAR            |              |               |
| Il Bernardino                       | Pietro Generali           | CAR            |              |               |
| Le nozze di Figaro                  | Wolfgang Amadeus Mozart   | CAR            |              |               |
|                                     |                           |                |              |               |
| 1816                                |                           |                |              |               |
| Teodoro                             | Stefano Pavesi            | P              |              |               |
| I baccanali di Roma                 | Pietro Generali           | P              |              |               |
| Clotilde                            | Carlo Coccia              | CAR            |              |               |
| Adelina                             | Pietro Generali           | CAR            |              |               |
| Etelinda                            | Carlo Coccia              | CAR            |              |               |
| Ser Durando                         | Giuseppe Farinelli        | CAR            |              |               |
| Il turco in Italia                  | Gioachino Rossini         | CAR            |              |               |
|                                     |                           |                |              |               |
| 1817                                |                           |                |              |               |
| Aureliano in Palmira                | Gioachino Rossini         | P              |              |               |
| Il barbiere di Siviglia             | Gioachino Rossini         | CAR            |              |               |
| Amor coniugale                      | Giovanni Simone Mayr      | CAR            |              |               |
| Clotilde                            | Carlo Coccia              | CAR            |              |               |
| Corradino cuor di ferro             | Stefano Pavesi            | CAR            |              |               |
| La covacenere                       | Adolfo Bassi              | CAR            |              |               |
| L'inganno felice                    | Gioachino Rossini         | CAR            |              |               |
| Il maestro di cappella              | Vincenzo Pucitta          | CAR            |              |               |
| Matilde                             | Carlo Coccia              | CAR            |              |               |
|                                     |                           |                |              |               |
| 1818                                |                           |                |              |               |
| Gabriella di Vergy                  | Carlo Coccia              | A              |              |               |
| Otello                              | Gioachino Rossini         | A              |              |               |
| I riti di Efeso                     | Giuseppe Farinelli        | A              |              |               |
| Il feudatario                       | Marco Portogallo          | CAR            | 26.12        |               |
| Adelina                             | Pietro Generali           | CAR            |              | 2             |
| Il matrimonio segreto               | Domenico Cimarosa         | CAR            |              | 3             |
| Le nozze di Figaro                  | Wolfgang Amadeus Mozart   | CAR            |              | 2             |
| Otello                              | Gioachino Rossini         | CAR            |              |               |
| La pietra del paragone              | Gioachino Rossini         | CAR            | 9.1.1819     | 12            |
|                                     |                           |                |              |               |
| 1819                                |                           |                |              |               |
| Celanira                            | Stefano Pavesi            | A              |              |               |
| Carlo Magno                         | Giuseppe Nicolini         | A              |              |               |
| Quinto Fabio                        | Giuseppe Nicolini         | A              |              |               |
| Il barone di Dolsheim               | Giovanni Pacini           | CAR            | 20.12        |               |
| Agnese                              | Ferdinando Paër           | CAR            | 24.2         | 6             |
| Cenerentola                         | Gioachino Rossini         | CAR            | 20.1.1820    | 17            |
| Il conte di Lenosse                 | Giuseppe Nicolini         | CAR            |              | 20            |
| La sacerdotessa d'Irminsul          | Giovanni Pacini           | CAR            | 11.5.1820    | 8             |
| I virtuosi                          | Giovanni Simone Mayr      | CAR            | 8.2.1820     | 1             |
|                                     |                           |                |              |               |
| 1820                                |                           |                |              |               |
| Il barbiere di Siviglia             | Gioachino Rossini         | CAR            |              |               |
| La gazza ladra                      | Gioachino Rossini         | CAR            |              |               |
| Ser Durando                         | Giuseppe Farinelli        | CAR            |              |               |
| La sposa fedele                     | Giovanni Pacini           | CAR            |              |               |
| I tre gobbi                         | Adolfo Bassi              | CAR            |              |               |
| Celanira                            | Stefano Pavesi            | P              |              |               |
|                                     |                           |                |              |               |